# Мэчин
Мэчи́н (рум. Măcin) — город в уезде Тулча, региона Добруджа (Румыния), на правом берегу Старого Дуная, рукава Дуная, в 75 км к востоку от административного центра уезда, города Тулча.
В городе расположен промышленный порт Мэчин, с погрузочной способностью 1 млн тонн в год.

## История
На речном острове Бисерикуца, в одном из старых русел Дуная напротив села Гарвэн, к северу от Мэчина расположено древнее поселение Диногеция.
Русские войска брали город Мэчин по меньшей мере семь раз. В сентябре 1771 года Мэчин был взят штурмом войсками генерала А. С. Милорадовича. В марте 1791 года захвачен генерал-лейтенантом князем Голицыным. В августе 1809 года после непродолжительной бомбардировки город сдался отряду генерал-майора Маркова. В 1828 году крепость сдалась отряду полковника А. В. Роговского. 13 марта 1853 года Мэчин занят войсками генерала Лидерса. В 1877 году город занял отряд корпуса генерала Циммермана. Осенью 1944 года город был взят войсками 3-го Украинского фронта в ходе Бухарестско-Арадской (Румынской) операции.

## Города побратимы
- Блай (Франция)